# 1148 Rarahu
1148 Rarahu је астероид главног астероидног појаса са пречником од приближно 33,23 .
Афел астероида је на удаљености од 3,356 астрономских јединица (АЈ) од Сунца, а перихел на 2,671 АЈ.
Ексцентрицитет орбите износи 0,113, инклинација (нагиб) орбите у односу на раван еклиптике 10,851 степени, а орбитални период износи 1911,096 дана (5,232 година).
Апсолутна магнитуда астероида је 10,15 а геометријски албедо 0,139.
Астероид је откривен 5. јула 1929. године.